# Ruedi Noser
Ruedi Noser, né Rudolf Noser le 14 avril 1961 à Glaris (originaire d'Oberurnen), est un entrepreneur et homme politique suisse du canton de Zurich, membre du Parti libéral-radical.
Il est conseiller national de 2003 à 2015 et conseiller aux États de 2015 à 2023.

## Biographie
Ruedi Noser naît Rudolf Noser le 14 avril 1961 à Glaris, dans le canton homonyme. Il est originaire d'Oberurnen (aujourd'hui Glaris Nord), dans le même canton. Il est le quatrième d'une fratrie de cinq enfants. Son père, Meinrad, est mécanicien automobile.
Il souffre de dyslexie depuis son enfance.
Il passe une année à Versoix, dans le canton de Genève, à partir de juillet 2009 avec sa famille pour améliorer son français.
Après avoir vécu dans le canton de Zurich, notamment à Wetzikon, il établit sa résidence officielle en 2023 dans le canton de Schwytz, où vit sa partenaire, afin que son neveu, qui détient un tiers de l'entreprise Noser, ne soit pas taxé sur la succession.
Il est séparé et père de cinq enfants.

### Carrière professionnelle
De 1978 à 1982, il suit un apprentissage chez Rieter à Winterthour en tant qu'ingénieur mécanique. Par la suite, il étudie à la Hochschule für Technik Rapperswil d'où il sort diplômé d'ingénieur en électronique en 1985. Plus tard, il suit des formations en gestion à l'Université de Saint-Gall et en économie des entreprises à l'Université de Zurich.
En 1988, il devient copropriétaire avec son frère de l'entreprise Noser AG (développement d'instruments de mesure et de contrôle) à Winterthour. Restructurée en 1989 au sein du groupe Noser, il en est le seul propriétaire depuis 1996 et le président du conseil d'administration depuis 1997. Son secteur d'activité est désormais le développement de logiciels de télécommunication/TIC avec des sociétés suisses, allemandes et canadiennes.
Entre décembre 2006 et mai 2008, il préside le conseil d'administration d'Esmertec AG après avoir été le président central, entre 2000 et 2006, de Swiss Engineering UTS. Depuis 2006, il est membre du comité directeur de ICTswitzerland.

## Parcours politique
Ruedi Noser est membre du Parti radical-démocratique depuis ses 18 ans.
Il est membre du comité directeur du Parti radical-démocratique zurichois entre 1997 et 2004. De 2000 à 2003, il en est le vice-président, puis son président à titre intérimaire, avant de laisser sa place en avril 2004 à Doris Fiala qui était opposée à Filippo Leutenegger (Noser renonça à se présenter). Il est par ailleurs membre de la direction du Parti libéral-radical suisse depuis 1999 et son vice-président depuis 2003.[réf. souhaitée]
Entre 1999 et 2003, il siège au Conseil cantonal de Zurich, avant de siéger au Conseil national à partir de 2003. Il y est membre de la Commission de la science, de l'éducation et de la culture (CSEC), qu'il préside de fin 2017 à fin 2019, de la Commission de gestion (CdG) de juin 2005 à fin 2006 et de la Commission de l'économie et des redevances (CER) à partir de fin 2010, qu'il préside de fin 2013 à fin 2015.
Le 13 août 2010, il annonce sa candidature au Conseil fédéral afin de succéder à Hans-Rudolf Merz. Sa candidature n'est toutefois pas retenue par le groupe libéral-radical de l'Assemblée fédérale.
Soutenu notamment par le PDC, il est élu au second tour le 18 novembre 2015 au Conseil des États, devant le Vert Bastien Girod et l'UDC Hans-Ueli Vogt. Il y succède à Felix Gutzwiller. Il est réélu au second tour le 17 novembre 2019, s'imposant largement face à la Verte Marionna Schlatter. Il y siège, outre la CER et de la CSEC, qu'il préside de fin 2017 à fin 2019, au sein de la Commission de l'environnement, de l'aménagement du territoire et de l'énergie (CEATE) et en 2019 au sein de la Commission de politique extérieure (CPE).
Il annonce en juin 2022 qu'il ne se représentera pas pour un nouveau mandat aux élections fédérales d'octobre 2023,.